# NGC 7152
NGC 7152 is een balkspiraalstelsel in het sterrenbeeld Zuidervis. Het hemelobject werd op 18 augustus 1835 ontdekt door de Britse astronoom John Herschel.

## Synoniemen
- ESO 466-13
- MCG -5-51-20
- PGC 67601